# هاروتشيكا
هاروتشيكا (باليابانية: ハルチカ، بالروماجي: Haruchika) هي رواية غموض يابانية من تأليف سي هاتسونو، نشرت من قبل كادوكاوا شوتين، منذ 29 أكتوبر عام 2008. اقتبست إلى سلسلة مانغا نشرت من قبل كادوكاوا شوتين في مجلة شونن إيس، منذ 26 أكتوبر عام 2015. أنتجت الرواية إلى مسلسل أنمي تلفزيوني من قبل استوديو P.A.Works، عرض في 7 يناير عام 2016 واستمر عرضه حتى 24 مايو عام 2016، وتكون من 12 حلقة.

## القصة
تدور أحداث القصة هاروتا وتشيكا هما طالبتان في المدرسة الثانوية وعضوتين في نادي آلات الهوائية، وهو على وشك الإغلاق بسبب قلة أعضائه. هاروتا وتشيكا صديقتان منذ الطفولة، ويقضيان أيامهما في الدراسة ويحاولان أيضًا ضم أعضاء جدد إلى النادي.

## الشخصيات
تشيكا هومورا (باليابانية: 穂村 千夏، بالروماجي: Homura Chika)
أداء صوتي: ساره إمي بريدكات
هاروتا كاميجو (باليابانية: 上条 春太، بالروماجي: Kamijō Haruta)
أداء صوتي: سوما سايتو
شينجيرو كوساكابي (باليابانية: 草壁 信二郎، بالروماجي: Kusakabe Shinjirō)
أداء صوتي: ناتسوكي هاناي
ميوكو ناروشيما (باليابانية: 成島 美代子، بالروماجي: Narushima Miyoko)
أداء صوتي: هاروكا تشيسوغا
مارين سي (باليابانية: マレン・セイ، بالروماجي: Maren Sei)
أداء صوتي: نوبوناغا شيمازاكي
أكاري غوتو (باليابانية: 後藤 朱里، بالروماجي: Gotō Akari)
أداء صوتي: يوكي يامادا
كايو هياما (باليابانية: 檜山 界雄، بالروماجي: Hiyama Kaiyū)
أداء صوتي: نوبوهيكو أوكاموتو
ناوكو سيريزاوا (باليابانية: 芹澤 直子، بالروماجي: Serizawa Naoko)
أداء صوتي: أسامي سيتو
كيسوكي كاتاغيري (باليابانية: 片桐 圭介، بالروماجي: Katagiri Keisuke)
أداء صوتي: سييتشيرو ياماشيتا
كاي أساهينا (باليابانية: 朝比奈 香恵، بالروماجي: Asahina Kae)
أداء صوتي: تشياكي أوميغاوا
ساي أساهينا (باليابانية: 朝比奈 紗恵، بالروماجي: Asahina Sae)
أداء صوتي: إيمي مياجيما

## وصلات خارجية
- موقع الأنمي الرسمي باللغة اليابانية
- هاروتشيكا على موقع ANN anime (الإنجليزية)